# لوون داویدیان
لوون داویدیان (به ارمنی: ԼԵՒՈՆ ԴԱՒԹԵԱՆ) (زاده ۲۴ مارس ۱۹۴۴ - درگذشته ۱۵ ژوئیهٔ ۲۰۰۹) روان‌پزشک و سیاستمدار ارمنی‌تبار اهل ایران و یکی از نمایندگان اقلیت‌های دینی در مجلس شورای اسلامی بود. او دکترای روان‌پزشکی داشت و در دوره ششم مجلس (۲۰۰۰-۲۰۰۴) عضو کمیسیون بهداشت و درمان بود. لوون داویدیان در پرواز شماره ۷۹۰۸ هواپیمایی کاسپین که سقوط کرد و به مرگ کلیه ۱۶۸ مسافر آن انجامید یکی از قربانیان حادثه بود.

## ابتدای زندگی
لوون داویدیان در روز جمعه ۲۴ مارس ۱۹۴۴ (۴ فروردین ۱۳۲۳) در شهر همدان متولد شد.

## تحصیلات
وی تحصیلات ابتدایی و متوسطه را بین سال‌های ۱۹۵۰–۱۹۶۲ (۱۳۲۹–۱۳۴۱) در «مدرسه کوشش داویدیان ارمنیان» تهران گذراند. در ۱۹۶۲ (۱۳۴۱) وارد دانشگاه شهید بهشتی (دانشگاه ملی سابق) شد و تحصیلات عالی خود را تا ۱۹۷۲ (۱۳۵۱) در دانشکدهٔ علوم پزشکی این دانشگاه به پایان رساند. از ۱۹۷۲–۱۹۷۳ (۱۳۵۱–۱۳۵۲) و پس از فراغت از تحصیل، در بخش مراقبت‌های اولیهٔ بیمارستان آسیا پزشک کشیک شبانه شد و هم‌زمان در «مدرسهٔ نائیری ارمنیان تهران» به تدریس پرداخت.
در ۱۹۷۴ (۱۳۵۳) وی برای ادامهٔ تحصیلات عالی به انگلستان رفت و در «مؤسسهٔ روان‌پزشکی دانشگاه لندن» تحصیلات تخصصی را در این رشته آغاز کرد و در  ۱۹۷۸(۱۳۵۷) موفق به اخذ گواهی نامهٔ درجهٔ اِم آر سی سایک شد.
در ۱۹۷۸ (مهر ۱۳۵۷)، به اتفاق همسر و دو فرزندش به ایران بازگشت و علاوه بر اشتغال به حرفهٔ پزشکی و تدریس در دانشگاه شهید بهشتی به مشارکت فعال و پیگیر در امور اجتماعی و فرهنگی جامعهٔ ارمنیان تهران پراخت.
از سال ۱۹۸۱ (۱۳۶۰) به عضویت هیئت علمی دانشگاه علوم پزشکی شهید بهشتی درآمد و از سال ۱۹۸۳–۱۹۹۹ (۱۳۶۲–۱۳۷۸) عهده‌دار ریاست «بخش روان‌پزشکی مرکز آموزشی و درمانی بیمارستان طالقانی» بود. از سال ۱۹۸۶ (۱۳۶۵) نیز بنابر دستورها وزرای دوره‌های مختلف بهداشت و درمان و آموزش پزشکی به عضویت بورد ارزشیابی تخصصی روان‌پزشکی درآمد.
دکتر داویدیان در طی سال‌های فعالیت پزشکی خود در میزگردهای مختلف داخلی و خارجی از جمله میزگردهای بین‌المللی روان‌پزشکی آتن ۱۹۸۸ (۱۳۶۷)، مادرید ۱۹۹۶ (۱۳۷۵) و هامبورگ ۱۹۹۸ (۱۳۷۸) شرکت و در خصوص انگیزه‌های خودکشی، که حاصل تحقیقات وی بر روی ۱۱۰ بیمار روانی مرتکب خودکشی بستری در بیمارستان لقمان بود، سخنرانی کرد. وی همچنین نتایج تحقیقات خود را در زمینهٔ درمان افسردگی، حزن و اندوه، بیماری‌های عصبی و درمان‌های دارویی بیماران مبتلا به عدم تعادل روانی، بیماران مرتکب خودکشی و بیماران دارای تمایل خودکشی در این میزگردها ارائه داد.
لوون داویدیان، از اوان نوجوانی تا زمان درگذشتش، در امور اجتماعی جامعهٔ ارمنیان ایران، از فعالیت‌های ورزشی پیشاهنگی در سنین تحصیل گرفته تا نمایندگی ارمنیان در مجلس ششم شورای اسلامی، فعالیت داشت.

## نمایندگی مجلس
دکتر داویدیان در بهمن ۱۳۷۸ (فوریه ۲۰۰۰)، در دوره ششم مجلس شورای اسلامی، به نمایندگی از سوی ارمنیان تهران و شمال انتخاب شد. محور فعالیت‌های پارلمانی وی را می‌توان در دو زمینه خلاصه کرد:
1. فعالیت‌های داخلی در بطن جامعهٔ ارمنیان تهران و شمال.
2. اقدامات دولتی در خصوص مشکلات و امور اجتماعی اقلیت‌ها.

از آنجایی که دکتر داویدیان با بیش از ۳۵ سال سابقهٔ فعالیت اجتماعی در درون جامعهٔ اقلیت ارمنی ایران و جوامع ارمنی‌تبار پراکنده در جهان و مطالعه در خصوص مسائل آنان دارای تجربه‌ای عمیق در سطوح تخصصی گوناگون بود و نسبت به مشکلات و چالش‌هایی که در دراز مدت در جامعهٔ ارمنی ایرانی ایجاد شده بود شناختی جامع داشت همواره برای رفع مسائل اجتماعی مربوط به ارمنیان تلاش می‌کرد. او معتقد بود محیط مدارس ارمنیان باید جوی آکنده از فرهنگ قومی-مذهبی داشته باشد تا نسل‌های جدید با شناخت هویت خود به منزلهٔ شهروندانی وفادار، وظیفه‌شناس و ایران‌دوست تربیت شوند. او اعتقاد داشت اقلیت ارمنی ایرانی در کنار وظایف مدنی خود باید مدافع حقوق مدنی ویژهٔ خود نیز باشد زیرا اهم این حقوق، که قانون اساسی جمهوری اسلامی ایران هم آن را تضمین کرده، در اکثر موارد دچار چالش‌های اجرایی می‌شود.
دفتر نمایندگی دکتر داویدیان با همکاری شورای خلیفه‌گری ارمنیان و افراد خیر طی ۲۰۰۰-۲۰۰۲ (۱۳۷۹–۱۳۸۱) به مشکلات اجتماعی-اقتصادی مراجعان نیازمند نظیر تقبل و تأمین هزینه‌های تحصیلی، اجارهٔ مسکن، معالجات پزشکی و مسائلی از قبیل ملاقات و آشنایی با خانواده‌های قشرها کم درآمد رسیدگی می‌کرد و توجه‌ای جدی به مسئلهٔ دیهٔ اقلیت‌های دینی، حقوق وراثت، امور زندانیان، مسئلهٔ بی‌کاری و دیگر مسائل حقوقی خانوادگی آنان داشت. در این زمینه تلاش پیگیر وی برای ایجاد تعادل در دیهٔ اقلیت‌های مذهبی و اختصاص بودجه‌ای از سوی دولت برای همیاری به فعالیت‌های اجتماعی و فرهنگی نهادهای متعلق به آن‌ها شایان ذکر است.
دکتر لوون داویدیان طی گزارش‌های مستمر و براساس داده‌های مدلل مشکلات و مسائل جامعهٔ ارمنیان را به اطلاع ریاست جمهوری وقت، سید محمد خاتمی، می‌رساند که نتیجهٔ آن تشکیل کمیتهٔ رسیدگی به مشکلات و مسائل اقلیت‌های مذهبی براساس دستور رئیس‌جمهور در وزارت کشور بود.
وی اولین بار در تاریخ مجلس ایران در ۲۰۰۲ (اردیبهشت ۱۳۸۱) طرحی با امضای سی تن از نمایندگان برای به رسمیت شناختن روز ۲۴ آوریل به منزلهٔ سالروز نسل‌کشی ارمنی‌ها توسط در ترکیه عثمانی) به شرح زیر به مجلس ارائه کرد:
«به نام خدا، با توجه به اصل یکصد و پنجاه و چهارم قانون اساسی جمهوری اسلامی ایران، که سعادت انسان در کل جامعهٔ بشری را آرمان خود می‌داند و استقلال و آزادی و حکومت حق و عدل را حق همهٔ مردم جهان می‌شناسد، بنابراین، در عین خودداری کامل از هرگونه دخالت در امور داخلی ملت‌های دیگر از مبارزهٔ حق طلبانهٔ مستضعفین در برابر مستکبرین در هر نقطه از جهان حمایت می‌کند. ما امضاء کنندگان زیر با اعتقاد راسخ به حقوق انسانی و اصل همزیستی مسالمت‌آمیز ملل و ادیان و با عنایت به کنوانسیون‌های بین‌المللی مترتب برموارد فوق نژادکشی ارمنیان در سال ۱۹۱۵ میلادی را تقبیح نموده و خواهان محکومیت رسمی این واقعه توسط دولت ترکیه به‌طور خاص و سایر کشورهای عضو سازمان ملل متحد به‌طور عام می‌باشیم. رویکرد صادقانهٔ دولت ترکیه نسبت به این موضوع می‌تواند آغازگر شکل‌گیری حسن روابط بین ملت‌های ترکیه و ارمنی، که از دیدگاه ثبات و امنیت منطقه دارای اهمیت ویژه است، باشد.»

## فعالیت‌ها
در بخشی از کارنامهٔ فعالیت‌های وی آورده شده‌است:
- ۱۹۵۲ (۱۳۳۱) شرکت در فعالیت‌های پیشاهنگی و عضویت در تیم والیبال باشگاه فرهنگی ورزشی آرارات تهران.
- ۱۹۶۲ (۱۳۴۱) عضویت در انجمن فارغ‌التحصیلان دبیرستان‌های ارمنیان تهران.
- ۱۹۶۳ (۱۳۴۲) عضویت در جامعهٔ دانشگاهیان ارمنیان ایران.
- ۱۹۸۴ (۱۳۶۳) عضویت در جامعه پزشکان ارمنی ایران و ریاست آن به مدت سه سال.
- عضو شورای خلیفه‌گری ارامنه تهران در چهار دورهٔ دو ساله از ۱۹۸۶-۱۹۸۸ (۱۳۶۵–۱۳۶۷ خورشیدی)، ۱۹۹۱-۱۹۹۳ (۱۳۷۰–۱۳۷۲)، ۱۹۹۳-۱۹۹۵ (۱۳۷۲–۱۳۷۴)، ۱۹۹۷-۲۰۰۰ (۱۳۷۶–۱۳۷۹) که در دو دورهٔ اخیر سمت دبیری شورا را عهده‌دار بود.
- ۱۹۹۲ (۱۳۷۱) شرکت در مجمع ملی همگانی ارمنیان حوزهٔ دینی کیلیکیه (در حلب سوریه) و انتخاب برای ریاست این مجمع.
- ۱۹۹۶ (۱۳۷۵) شرکت در مجمع ملی همگانی ارمنیان حوزهٔ دینی کیلیکیه در بیروت و عضویت در ادارهٔ امور سیاسی این مجمع.
- ۱۹۹۷ (۱۳۷۶) عضویت در جمع هیئت نمایندگان شرکت‌کننده در هشتمین مجمع سالانهٔ شورای جهانی کلیساها در زیمبابوه.
- ۲۰۰۵ (۱۳۸۴) انتخاب و عضویت در هیئت نمایندگان خلیفه‌گری ارامنه تهران و عهده‌داری سمت دبیری اول هیئت تا ۲۰۰۸ (۱۳۸۷).
- ۲۰۰۹ (۱۳۸۸) انتخاب مجدد به عضویت ادارهٔ مرکزی مجمع ملی ارمنیان حوزهٔ دینی کیلیکیه در بیروت.

دکتر لوون داویدیان از ۱۹۹۶ (۱۳۷۵) تا زمان درگذشتش، در ۱۵ ژوئیهٔ ۲۰۰۹  (۲۴ تیر ۱۳۸۸)، صاحب امتیاز و مدیر مسئول فصلنامه فرهنگی پیمان بوده‌است.

## سوابق
- استادیار روان‌پزشکی
- رئیس بخش روان‌پزشکی بیمارستان طالقانی
- عضو هیئت علمی دانشگاه علوم پزشکی شهید بهشتی
- عضو هیئت بورد ارزشیابی
- تخصصی رشته روان‌پزشکی
- عضویت در کمیسیون بهداشت و درمان مجلس ششم

## درگذشت
در روز چهارشنبه ۱۵ ژوئیه ۲۰۰۹ (۲۴ تیر ۱۳۸۸) در سن ۶۵ سالگی در پرواز شماره ۷۹۰۸ هواپیمایی کاسپین در حوالی قزوین کشته شد و در قطعه شهدای غیرنظامی گورستان ارامنه تهران (بوراستان) به خاک سپرده شده‌است.

## منایع
- لازاریان، ژانت د (۱۳۸۲). «نمایندگان مجلس». دانشنامه ایرانیان ارمنی. تهران: انتشارات هیرمند. ص. ۸۷. شابک ۹۶۴-۶۹۷۴-۵۰-۳.
- مانوکیان، آرپی (زمستان ۱۳۸۹). «گزیده‌ای از نطق‌های نمایندگان منتخب ارمنیان در مجلس شورای اسلامی». فصلنامه فرهنگی پیمان. سال چهاردهم (۵۴).
- مانوکیان، آرپی (۱۳۸۹). ««نمایندگان منتخب ارمنیان در قاب تاریخ شفاهی مجلس شورای اسلامی»». فصلنامه فرهنگی پیمان. چهاردهم (۵۴).
- وارطان، گئورک (زمستان ۱۳۸۹). «دکتر لئون داویدیان (۱۳۲۳–۱۳۸۸خ)، نمایندهٔ مسیحیان ارمنی تهران و شمال کشور در دورهٔ ششم مجلس شورای اسلامی (۷ خرداد ۱۳۷۹–۶ خرداد ۱۳۸۳ خ)». فصلنامه فرهنگی پیمان. سال چهاردهم (۵۴).
- «زندگینامهٔ دکتر لئون داویدیان». فصلنامه فرهنگی پیمان. سال سیزدهم (۴۸). تابستان ۱۳۸۸.
- داودیان، کارینه (تابستان ۱۳۸۸). «گزارش مراسم بزرگداشت دکتر لئون داویدیان در بیمارستان طالقانی تهران». فصلنامه فرهنگی پیمان. سال سیزدهم (۴۸).
- «زندگینامة دکتر لئون داویدیان» (PDF).
- «سقوط هواپیما ارامنه ایران را به سوگ نشاند». دویچه وله.